# Puchar Kontynentalny w kombinacji norweskiej 1992/1993
Sezon 1992/1993 Pucharu Kontynentalnego w kombinacji norweskiej rozpoczął się 18 grudnia 1992 we włoskim Predazzo, zaś ostatnie zawody z tego cyklu odbyły się 14 marca 1993 we francuskim Chaux-Neuve. W kalendarzu znalazło się siedem zawodów, wszystkie rozegrane zostały metodą Gundersena. 
Pierwotnie cykl ten nosił nazwę Pucharu Świata B, jednak w 2008 roku zmieniono ją na Puchar Kontynentalny. Tytułu najlepszego zawodnika bronił Niemiec, Thomas Krause. W sezonie tym najlepszy okazał się jego rodak Thomas Abratis.

## Kalendarz i wyniki
| Lp | Data            | Miejscowość  | Konkurencja         | 1. miejsce        | 2. miejsce          | 3. miejsce          |
| -- | --------------- | ------------ | ------------------- | ----------------- | ------------------- | ------------------- |
| 1. | 19 grudnia 1992 | Predazzo     | Gundersen K90/15 km | Falk Schwaar      | Enrico Heisig       | Josef Kovařík       |
| 2. | 9 stycznia 1993 | Liberec      | Gundersen K90/15 km | Josef Kovařík     | Knut Borge-Andersen | Georg Riedelsperger |
| 3. | 14 lutego 1993  | Bad Goisern  | Gundersen K90/15 km | Falk Weber        | Markus Wüst         | Thomas Abratis      |
| 4. | 21 lutego 1993  | Szczyrk      | Gundersen K90/15 km | Markus Wüst       | Thomas Abratis      | Enrico Heisig       |
| 5. | 28 lutego 1993  | Oberhof      | Gundersen K90/15 km | Thomas Abratis    | Einar Brendryen     | Enrico Heisig       |
| 6. | 7 marca 1993    | Hinterzarten | Gundersen K90/15 km | Thomas Abratis    | Sylvain Guillaume   | Falk Weber          |
| 7. | 14 marca 1993   | Chaux-Neuve  | Gundersen K90/15 km | Sylvain Guillaume | Thomas Abratis      | Frédéric Baud       |

## Klasyfikacje
| Lp. | Zawodnik          | Punkty |
| 1.  | Thomas Abratis    | 105    |
| 2.  | Enrico Heisig     | 57     |
| 3.  | Falk Weber        | 56     |
| 4.  | Josef Kovařík     | 55     |
| 5.  | Markus Wüst       | 52     |
| 6.  | Satoshi Mori      | 51     |
| 7.  | Sylvain Guillaume | 45     |
| 8.  | Ralph Leonhardt   | 42     |
| 9.  | Roland Schmidt    | 39     |
| 10. | Tino Feix         | 33     |